# Eviota partimacula
Eviota partimacula är en fiskart som beskrevs av Randall 2008. Eviota partimacula ingår i släktet Eviota och familjen smörbultsfiskar. Inga underarter finns listade i Catalogue of Life.